# Savoyaardse Waldenzenoorlogen
De Savoyaardse Waldenzenoorlogen waren een reeks conflicten tussen de waldenzengemeenschap (ook wel bekend als de Vaudois) en de Savoyaardse troepen in het hertogdom Savoye van 1655 tot 1690. De Piëmontese Pasen in 1655 deden het conflict uitbreken. Jozua Janavel (1617–1690) was een van de waldenzische legerleiders tegen de Savoyaardse hertogelijke troepen.

## Achtergrond

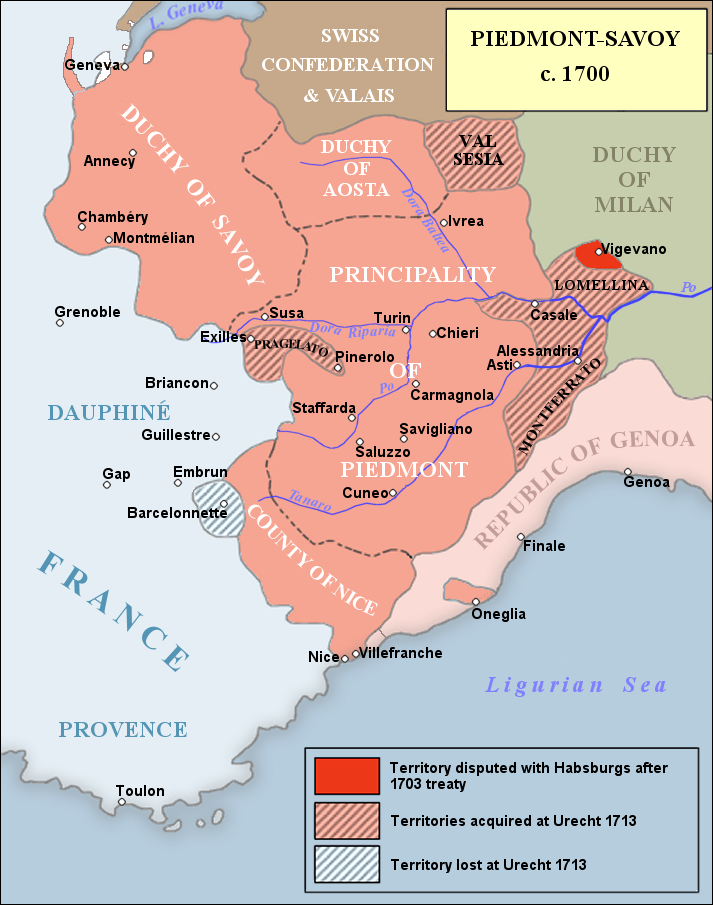
Hertogdom Savoye (1700) inclusief Piëmont.

Een eerdere oorlog tussen hertog Emanuel Filibert van Savoye en zijn waldenzische onderdanen woedde van 1560 tot 1561; oorzaak was toen dat de hertog alle protestanten in zijn domein beval terug te keren tot het katholicisme. De hertog was door het tekenen van de Vrede van Cateau-Cambrésis (1559) gedwongen om dit beleid te voeren. De waldenzen zonden een plechtige petitie uit naar hem, waarin ze zeiden dat ze hem altijd trouw waren gebleven en dat hun religie dezelfde was als Jezus Christus haar had onderwezen, en zwoeren dat ze katholiek zouden worden als hun theologie in een debat kon worden weerlegd. Maandenlang reageerde de hertog niet op de petitie, terwijl de spanningen tussen zijn katholieke edelen en waldenzische boeren toenam en tot slot op 4 april 1560 uitbarstte in geweld, dat pas op 5 juli 1561 zou worden beëindigd met de Vrede van Cavour.
Alexis Muston, een 19e-eeuwse Franse protestantse dominee uit Bordeaux, beweerde in L’Israel des Alpes (Parijs 1852) dat noch hertog Karel Emanuel II van Savoye noch de waldenzen zelf erop uit waren om oorlog te voeren en dat beide partijen graag de vrede wilden behouden. Het kwam hoofdzakelijk door de constante druk die werd uitgeoefend door de Nieuwe Raad voor de Geloofspropaganda en Uitroeiing van de Ketterij (Concilium Novum de Propaganda Fide et Extirpandis Haereticis), een instituut van de Rooms-Katholieke Kerk dat in 1650 in de Savoyaardse hoofdstad Turijn was opgezet en regelmatig bijeenkwam in het paleis van de aartsbisschop van Turijn.
Hoewel de waldenzische bevolking (die ongeveer 15.000 mensen telde in 1685) in bepaalde delen van Piëmont al eeuwen privileges van verdraagzaamheid en vrijheid van geloof en geweten had genoten die vastgelegd waren in verscheidenen documenten, werden deze lang gevestigde rechten voor protestantse Italianen geschonden door de nieuwe decreten die uitgevaardigd werden door Andrea Gastaldo, lid van de Raad. Twee decreten in het bijzonder waren een rechtstreekse bedreiging voor het voortbestaan van de waldenzengemeenschappen in Piëmont: het Edict van 15 mei 1650, dat de oude waldenzische privileges afschafte, en het Edict van 25 januari 1655, dat feitelijk een religieus verdrijvingsbevel was:

Dat ieder hoofd van een gezin, met de individuen van dat gezin, van de gereformeerde religie, ongeacht rang, opleiding of toestand dan ook, niemand uitgezonderd woonachtig in en woningen bezittend in Luserna, San Giovanni, Bibiana, Campiglione, San Secondo, Lusernetta, La Torre, Fenile en Bricherasio, binnen drie dagen na deze publicatie, zich terug moet trekken, vertrekken en ontruimd moet worden uit de genoemde plaatsen, en verplaatst moeten worden naar de plaatsen en grenzen waarbinnen deze naar de keuze van zijne hoogheid worden getolereerd; dat wil zeggen: Bobbio, Angrogne, Vilario, Rorata en het graafschap Bonetti. En dit alles dient te geschieden op straffe des doods, confiscatie van huis en goederen, tenzij zij binnen de aangegeven tijd rooms-katholieken zijn geworden.

## Gebeurtenissen

### Piëmontese Pasen
De waldenzische weigering om het Edict van 25 januari 1655 te gehoorzamen leidde de regering ertoe om troepen te sturen om huizen van de waldenzen te plunderen en af te branden en meer dan 15.000 soldaten in hun valleien te legeren. Op 24 april 1655 begon de Piëmontese Pasen: een massamoord op 4000 tot 6000 waldenzische burgers die werd gepleegd door hertogelijke troepen. Dit veroorzaakte een massale exodus van waldenzische vluchtelingen naar de  Vallei van Perosa (Pérouse) en veroorzaakte de vorming van rebellengroepen onder de aanvoering van Jozua Janavel, Jean Léger en Bartolomeo Jahier, terwijl verschillende staten zoals Engeland, Frankrijk, Duitsland en de protestantse kantons van Zwitserland probeerden diplomatiek te interveniëren. Op 18 augustus werd de Genadeverklaring van Pirenolo uitgevaardigd, dat een vredesverdrag behelsde tussen Karel Emmanuel II en de waldenzen.

### Bannelingenoorlog

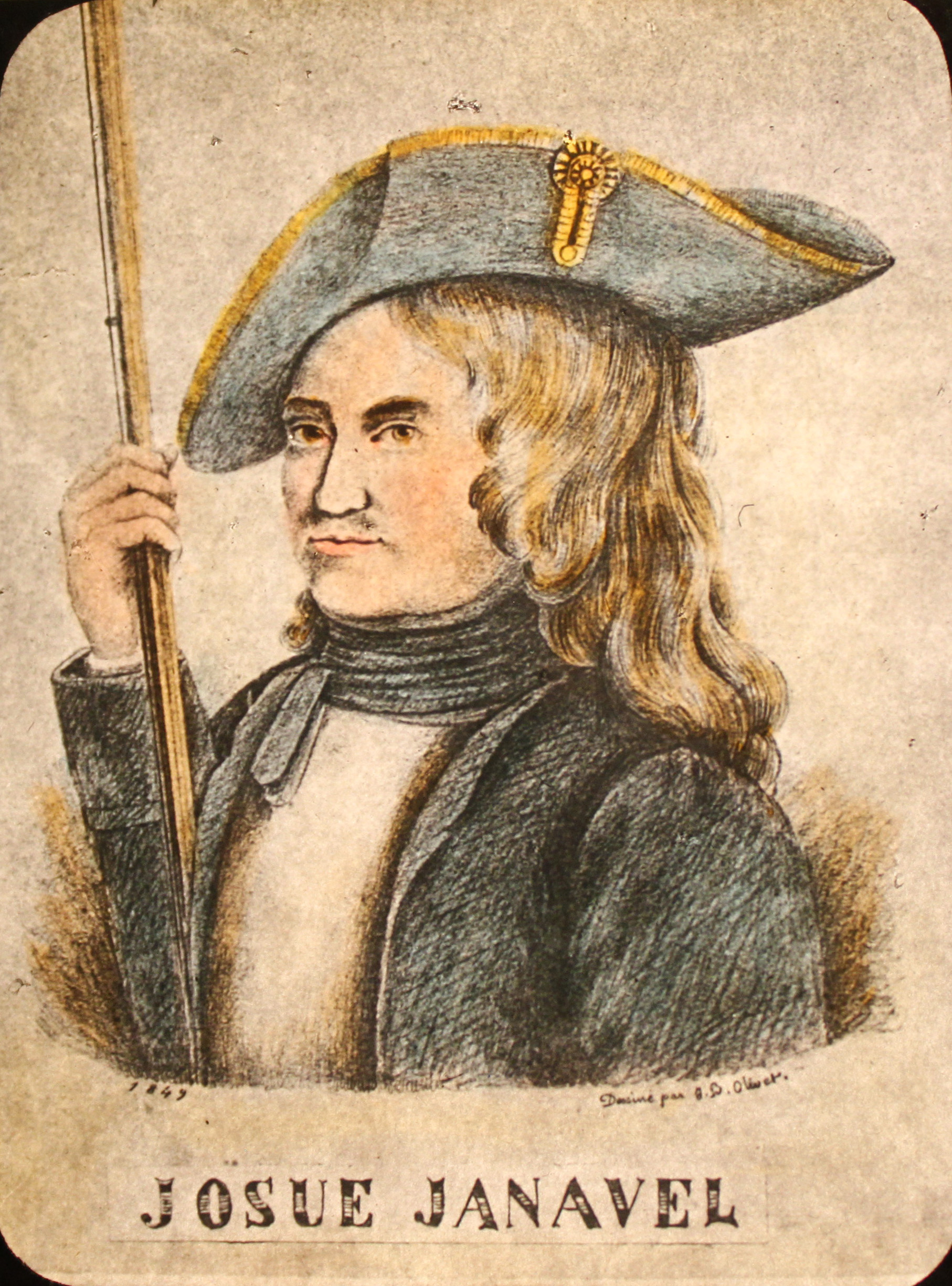
Portret van Jozua Janavel uit 1895.

In 1661 verklaarde de Savoyaardse regering dat Jean Léger ter dood gebracht moest worden, waarmee zij het vredesverdrag van Pinerolo schond. Hertogelijke troepen bezetten de valleien opnieuw in 1663 en vervolgden de waldenzen. De rebellen onder Janavel voerden een guerrilla-oorlog tegen de Savoyaardse soldaten, bekend als de "Bannelingenoorlog", en slaagden erin deze te winnen. Op 14 februari 1664 werd het Vredesverdrag van Turijn getekend, maar Léger, Janavel en 26 andere waldenzen werd geen amnestie verleend voor hun aandeel in de opstand.

### Vredestijd
Van 1664 tot 1684 was er een periode van vrede en stabiliteit voor de Savoyaardse waldenzen. Léger ging echter in ballingschap naar Leiden in de Republiek der Zeven Verenigde Nederlanden, waar hij zijn boek publiceerde, Histoire générale des Églises évangéliques des vallées du Piémont ou vaudoises ("Algemene Geschiedenis van de Evangelische Kerken van de Piëmontese of Waldenzische Valleien", 1669).

### Hernieuwde vervolging en oorlog
In 1685 herriep koning Lodewijk XIV van Frankrijk het Edict van Nantes en begon de Val Chisone te zuiveren van waldenzen door de bewoners onder dwang tot het katholicisme te bekeren. Onder druk van Lodewijk XIV vaardigde de nieuwe hertog Victor Amadeus II een Edict uit op 31 januari 1686 dat de gereformeerde godsdienst in heel Savoye verbood. Waldenzen onder pastoor Henri Arnaud verzetten zich tegen het verbod en op 22 april brak er een nieuwe oorlog uit.
De waldenzen hadden ongeveer 3000 rebellen voor de strijd tot  beschikking, die de bescherming van ongeveer 12.000 personen die niet voor de strijd gebruikt konden worden  (voornamelijk vrouwen en kinderen) op zich hadden genomen. Het hertogelijke leger telde circa 4500 man, geholpen door duizenden lokale militieleden en 4000 Franse reguliere soldaten onder maarschalk Nicolas Catinat. Op 22 mei zond Victor Amadeus zijn strijdkrachten van de vlakte van Bricherasio naar de valleien, terwijl de Franse troepen de waldenzen flankeerden vanuit het Franse fort bij Pinerolo naar de Val Chinose. Al het georganiseerde verzet werd binnen drie dagen verpletterd. Ongeveer 2000 waldenzen werden gedood in de strijd of achteraf uitgemoord, bijna alle anderen werden gevangengenomen en gedeporteerd naar Turijn. Ongeveer 3000 overlevenden, voornamelijk kinderen, werden gedwongen bekeerd tot het katholicisme middels het doopsel en in katholieke gezinnen ondergebracht. De rest van de ongeveer 8500 gevangenen werden in de kerkers van verscheidene forten opgesloten. Tegen de tijd dat ze in maart 1687 waren vrijgelaten, hadden slechts 3841 het overleefd. Ongeveer een derde van de waldenzische bevolking van de Val Pragela vluchtte tussen 1685 en 1687 naar Graubünden in Zwitserland of naar Duitsland. Een klein aantal rebellen bleef vechten tot juni en hun aanvallen duurden voort tot november. De valleien, die werden bewoond door slechts ongeveer 2500 mensen die zich vóór 1686 tot het katholicisme hadden bekeerd, werden in de zomer van 1686 gekoloniseerd door katholieke Savoyaardse onderdanen van elders als onderdeel van een kolonisatieprogramma van de regering om waldenzische eigendommen te confisqueren en door te verkopen.
De weinige waldenzen die nog niet verslagen waren, kregen op 17 oktober 1686 een vrije doorgang naar Zwitserland aangeboden. De hertog beloofde ook om de gevangenen vrij te laten en om de gedwongen gekatholiseerde kinderen aan hun waldenzische families te rug tegeven. Op 3 januari 1687 kregen de vrijgelaten gevangenen toestemming om het land te verlaten, maar slechts 2565 bereikten Genève. Veel waldenzische vluchtelingen woonden van 1687 tot 1689 in Brandenburg, Württemberg, Hessen en de Palts.
Toen de Negenjarige Oorlog in september 1688 uitbrak, zou Victor Amadeus II geleidelijk de kant kiezen van de anti-Franse Grote Alliantie, hoewel hij pas in juni 1690 formeel tot de coalitie zou toetreden. Vanwege zijn intenties om zich te verbinden met de door protestanten gedomineerde Republiek der Zeven Verenigde Nederlanden en Engeland (dat op dat moment de Glorious Revolution onderging, geleid door Nederlandse protestanten), werd hij onder druk gezet om zijn vervolgingen van de protestantse waldenzen te beëindigen vanaf 1688.

### Glorieuze Terugkeer

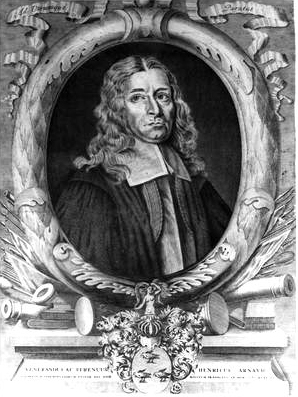
Waldenzische rebellencommandant Henri Arnaud leidde de Glorieuze Terugkeer.

De Geneefse waldenzische bannelingen vormden een rebellenleger van ongeveer 900 man dat onder leiding van Henri Arnaud stond dat in de zomer van 1689, met als doel om terug te keren naar huis en hun bezittingen in de valleien terug te nemen. Op 16 augustus O.S. of 26 augustus N.S. vertrokken ze uit Zwitserland eerst met boten over het Meer van Genève en daarna op een mars van 200 kilometer over heuvels en bergen richting Piëmont. Deze gebeurtenis is bekend als de "Glorieuze Terugkeer" of "Roemvolle Terugkeer" (Frans: Glorieuse Rentrée), een naam die was geïnspireerd door de recente Glorious Revolution op de Britse Eilanden. Door de ontberingen tijdens de reis leden de waldenzen en enkele hugenootse vluchtelingen die met hen meegingen vele verliezen. Een gevecht met Franse troepen die hun weg blokkeerden vond plaats bij Salbertrand; de protestanten versloegen hen en bereikten hun valleien op 6 september. Boerderijen van de nieuwe katholieke kolonisten in het gebied werden geplunderd en hertogelijke patrouilleurs werden in vallen gelokt. De Glorieuze Terugkeer, die jaren van tevoren was gepland, was een groot succes, ondanks de kleine troepensterkte en de zware verliezen.
Lodewijk XIV was gealarmeerd door de verrassingsaanval en vreesde dat dit nieuwehugenotenopstanden aan de grenzen en in het binnenland van Frankrijk zou aanmoedigen. In de herfst van 1689 zouden er inderdaad verscheidene protestantse gewapende bendes de Dauphiné binnenvallen om opstanden op te stoken, maar daar slaagden zij niet in. Lodewijk XIV meende dat het tijd was om de waldenzen voor eens en altijd te verpletteren en eiste daarbij de samenwerking van Victor Amadeus, aan wiens loyaliteit hij begon te twijfelen. Aanvankelijk werkten de hertog en de koning inderdaad samen in het wegvagen van de protestantse rebellen uit de Val Pellice en de Val di Luserne, waarna zij hen omsingelden in hun bolwerk in het grensdorpje Balziglia (tegenwoordig een frazione van Massello). Toen echter eind november de winter aanbrak en het hevig begon te sneeuwen, was het campagneseizoen voorbij en kwam de Frans-Savoyaarse opmars tot stilstand.
Victor Amadeus verzocht de waldenzen verschillende keren om hun spullen te pakken en zijn gebieden te verlaten zonder aangevallen te worden, maar dit aanbod werd steeds geweigerd. Hij begon ook te onderhandelen met de Zwitserse kantons voor militaire bijstand in ruil voor een barmhartige behandeling van de waldenzen, terwijl hij overwoog om een bondgenootschap te sluiten met Willem III van Oranje, dienet de protestantse koning van Engeland geworden (Glorious Revolution) en stadhouder in de meeste provinciën van de Republiek der Zeven Verenigde Nederlanden was geworden. De uiteindelijke breuk tussen Frankrijk en Savoye in februari 1690 werd veroorzaakt door de samenwerking van de laatste met Keizer Leopold I van het Heilige Roomse Rijk.

### Renversement des alliances

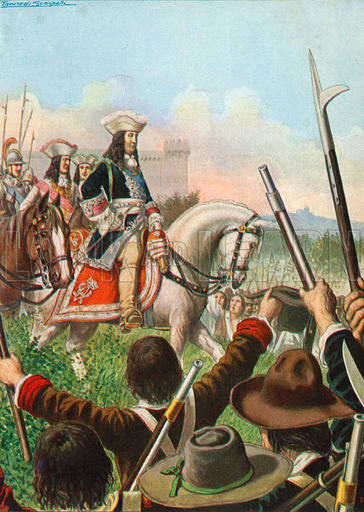
Victor Amadeus verklaart Frankrijk de oorlog; zijn onderdanen juichen. Prent (1929).

Om de hertog een lesje te leren, trok Lodewijk op om zelf met de waldenzen af te rekenen en schond daarbij het grondgebied van Savoye. Hij was van plan om Piëmont te bezetten en gebruikte de Waldenzische Opstand en het vijandige hertogdom Milaan (een Spaans bezit ten oosten van Savoye) als excuus. Op 2 mei 1690 was een groep van 300 waldenzische soldaten bij Balziglia omsingeld door 4000 Franse dragonders geleid door Nicolas Catinat. De driehonderd slaagden erin om te ontsnappen toen er 's nachts dichte mist ontstond. Dezelfde dag ontdekte Lodewijk de geheime plannen van Victor Amadeus voor een bondgenootschap met de keizer en Spanje en beval Catinat om de hertog te onderwerpen aan een ultimatum om de Franse troepen de vrije doortocht door Piëmont te verlenen om de Spaanse strijdkrachten in Lombardije (Milaan) aan te vallen. Catinat ontving dit bevel op 6 mei, liet de meeste van zijn troepen achter om Balziglia te belegeren en bezocht de hertog in de hoofdstad Turijn om een vrije doortocht te eisen.
Victor Amadeus probeerde tijd te winnen om van bondgenootschap te wisselen en om Spanje, de keizer, Willem III, de protestantse Zwitserse kantons en de waldenzische troepen aan zijn zijde te krijgen in ruil voor de vrijheid van openbare geloofsbelijdenis in hun valleien volgens hun oude privileges. Op 9 mei ging hij in op Catinats eis tot vrije doortocht door het Savoyaardse territorium, maar tegelijk trok hij zijn soldaten terug uit de waldenzische valleien en begon zijn hoofdstad heimelijk voor te bereiden op een Franse belegering. Catinat realiseerde zich dat de hertog hem probeerde te verraden, rukte verder op met zijn leger en op 20 mei, handelend volgens nieuw ontvangen instructies van de Franse koning, eiste hij dat Victor Amadeus de citadel van Turijn en het fort van Verrua aan hem overhandigde. De hertog antwoordde dat hij dit zou doen, maar probeerde opnieuw tijd te winnen.
Op 28 mei tekende Victor Amadeus een wapenstilstand met de waldenzische rebellen en maakte plannen voor een gezamenlijke aanval tegen de Franse invasie. Op 3 juni sloot hij een alliantie met Spanje middels Fuensalida, de Spaanse gouverneur van Milaan. Op 4 juni sloot hij een verbond met de keizer door middel van zijn keizerlijke gezanten. Dezelfde dag verklaarde hij Frankrijk formeel de oorlog via de Franse ambassadeur Rébenac in Turijn, hetgeen met de enthousiaste steun van zijn notabelen in het hertogelijke paleis werd ontvangen. Savoye sloot zich formeel aan bij de Liga van Augsburg tegen Frankrijk. Op 4 juni riep  Victor Amadeus II ook de naar het buitenland gevluchte waldenzen op om terug naar huis in Piëmont te keren; de overgrote meerderheid keerde inderdaad terug naar hun valleien in Noordwest-Italië.
De overloop van Victor Amadeus naar de Liga van Augsburg in juni 1690 betekende effectief het einde van de Savoyaardse Waldenzenoorlogen. Het hertogdom tolereerde opnieuw de aanwezigheid van protestantse onderdanen op zijn grondgebied en beschermde hen tegen de vervolgende Franse troepen die Piëmont binnenvielen.

## Nasleep
Pas op 23 mei 1694 herriep de hertog officieel de vervolgingsedicten uit 1686 met het Edict van Reïntegratie, dat de waldenzen toestond om ongestoord te leven in hun oude woonplaatsen. Dit zou echter niet lang duren. Op 29 juni 1696 sloot Savoye een aparte vrede met Frankrijk, onder de voorwaarden dat de Val Perouse opnieuw Savoyaards grondgebied zou worden, maar dat er geen protestanten mochten wonen; bovendien moesten alle in Frankrijk geboren gereformeerde christenen uit het hertogdom Savoye-Piëmont worden verdreven. Twee jaar later, op 1 juli 1698, vaardigde Victor Amadeus ook een dergelijk edict uit dat alle in Frankrijk geboren protestanten uit Savoye-Piëmont dienden te vertrekken, hetgeen ongeveer 3000 van hen dwong om in de loop van de twee daaropvolgende maanden de waldenzische valleien te verlaten.